# Rugune
Rugune är ett vattendrag i Burundi.   Det ligger i provinsen Cibitoke, i den nordvästra delen av landet, 60 kilometer norr om huvudstaden Bujumbura.
Omgivningarna runt Rugune är en mosaik av jordbruksmark och naturlig växtlighet. Runt Rugune är det tätbefolkat, med 397 invånare per kvadratkilometer.